# Sipos Marianna
Sipos Marianna (Eger, 1983. június 22. –) opera-énekesnő (koloratúrszoprán), számos nemzetközi versenyen ért el helyezést, kétszer kapott Fischer Annie-ösztöndíjat.

## Életpályája

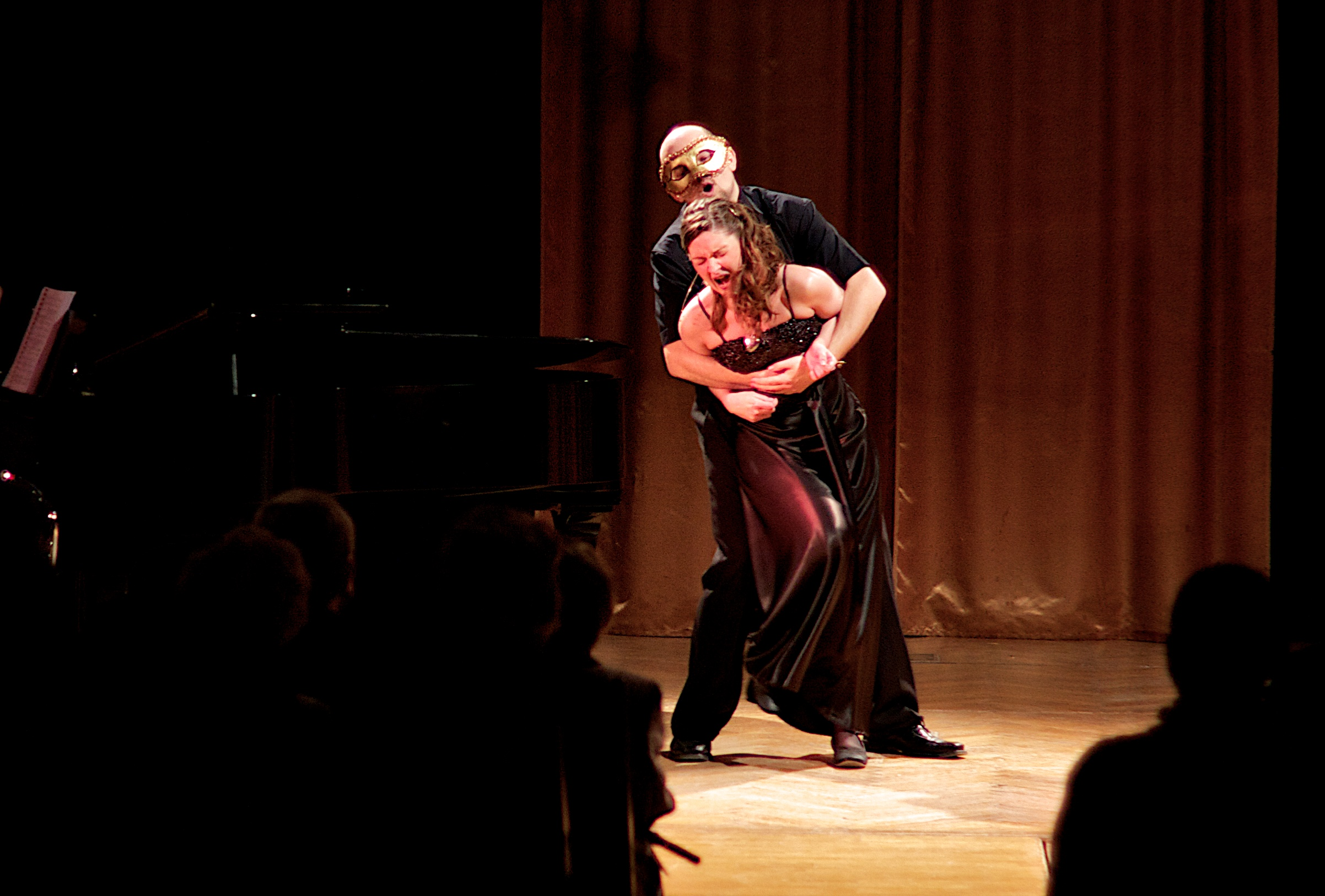
Sipos Marianna Donna Elvirát énekel a Moltopera koncertjén Ágoston Lászlóval

9 éves korában kezdett hegedülni, majd a középiskola mellett énekelni tanult. Az érettségi előtt még jogásznak készült, de 19 évesen már a Zeneakadémia ének szakára vették föl. Itt Schmiedt Annamáriánál, Morzsa Oszkárnál, később Pászthy Júlia és Mazalin Wanda irányításával tanult. Még az egyetemi évek alatt énekelte Zerlina szerepét Mozart Don Giovannijából és a Figaro házassága Susannáját. 2007-ben és 2009-ben is elnyerte az egyik legrangosabb fiatal előadóművészeknek adható ösztöndíjat: a Fischer Annie zenei előadóművészi ösztöndíjat. Diplomája óta számos nemzetközi énekversenyen jutott döntőbe, számos különdíjat kapott, koncertezett többek között Norvégia, Oroszország, India, Németország és számos más ország koncerttermeiben, Magyarországon többek közt énekelt a Miskolci Nemzeti Színházban, a Művészetek Palotájában, a Nemzeti Színházban is. 2012 szeptemberében egyedüli magyarként kvalifikálta magát Németország legnagyobb komolyzenei megmérettetésére, a müncheni ARD énekversenyre. 2011 óta a Moltopera Társulat énekesnője.

## Főbb szerepei
- Mozart: Szöktetés a szerájból – Blonde
- Mozart: Figaro házassága – Susanna
- Mozart: Don Giovanni – Zerlina és Donna Anna
- Mozart: Cosí fan tutte – Despina
- Mozart: A varázsfuvola – Éj királynője
- Donizetti: Szerelmi bájital – Adina
- Weber: A bűvös vadász – Ännchen
- Puccini: Gianni Schicchi – Lauretta
- Verdi: Az álarcosbál – Oscar
- Strauss: Egy éj Velencében – Annina

## Elismerései
- Kétszeres Fischer Annie-ösztöndíjas (2007;2009)
- Internationale Gesangswettbewerb „Alexander Girardi“ énekverseny - döntő (2009)
- IX. Nemzetközi Lehár Ferenc Operett Énekverseny - a Budapesti Operettszínház különdíja és támogatói különdíj (2010)
- Simándy József emlékverseny - különdíj (2011)
- Internationaler Musikwettbewerb der ARD München - döntő (2012)[4]